# Samsung Galaxy Z Flip
Das Samsung Galaxy Z Flip ist ein Foldable des südkoreanischen Hersteller Samsung Electronics. Nach dem Samsung Galaxy Fold und vor dem Samsung Galaxy Z Fold 2 ist es das zweite faltbare Smartphone des Konzerns. Es wurde zusammen mit der Samsung Galaxy S20-Reihe am 11. Februar 2020 vorgestellt.

## Bildergalerien

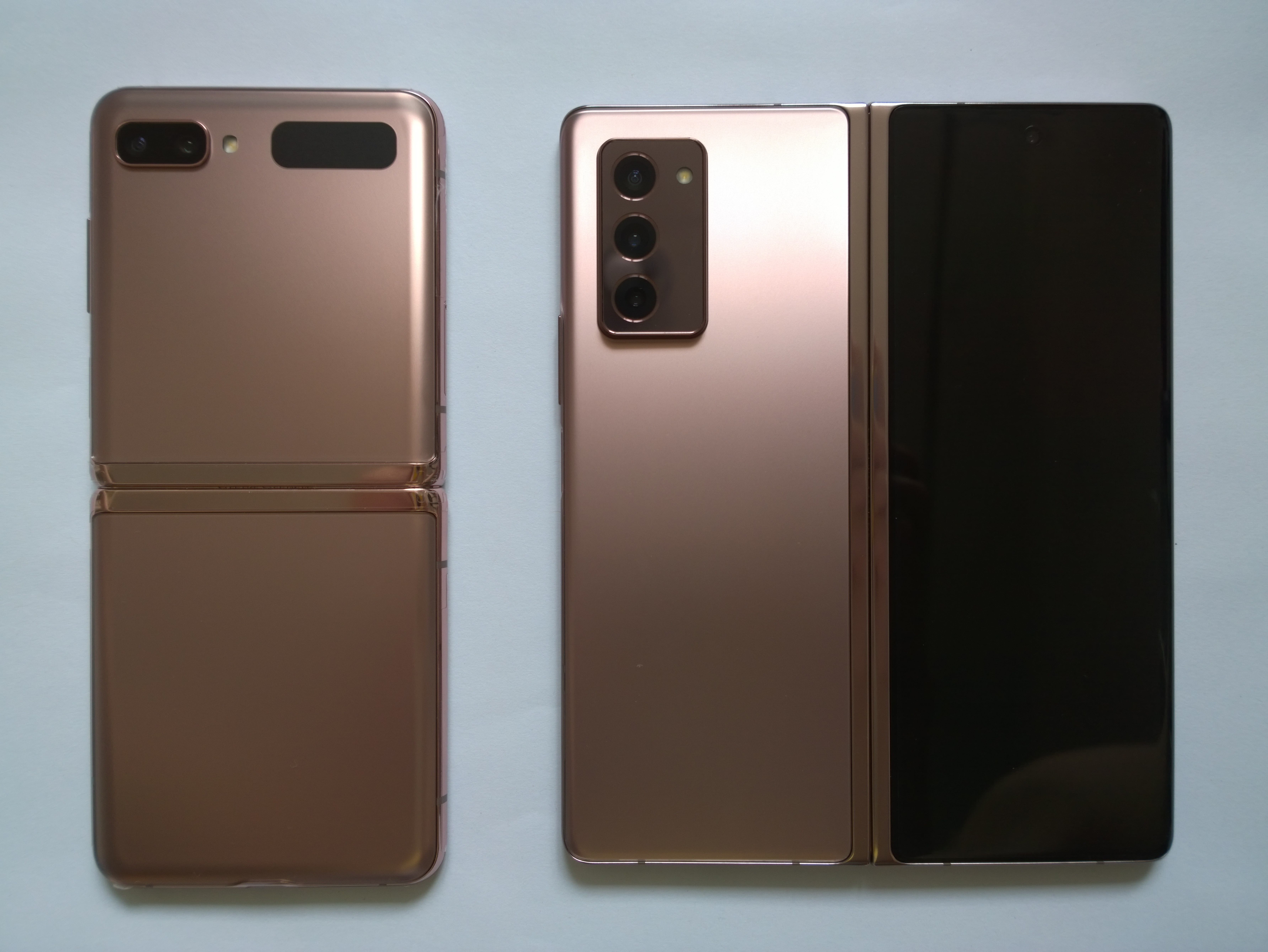
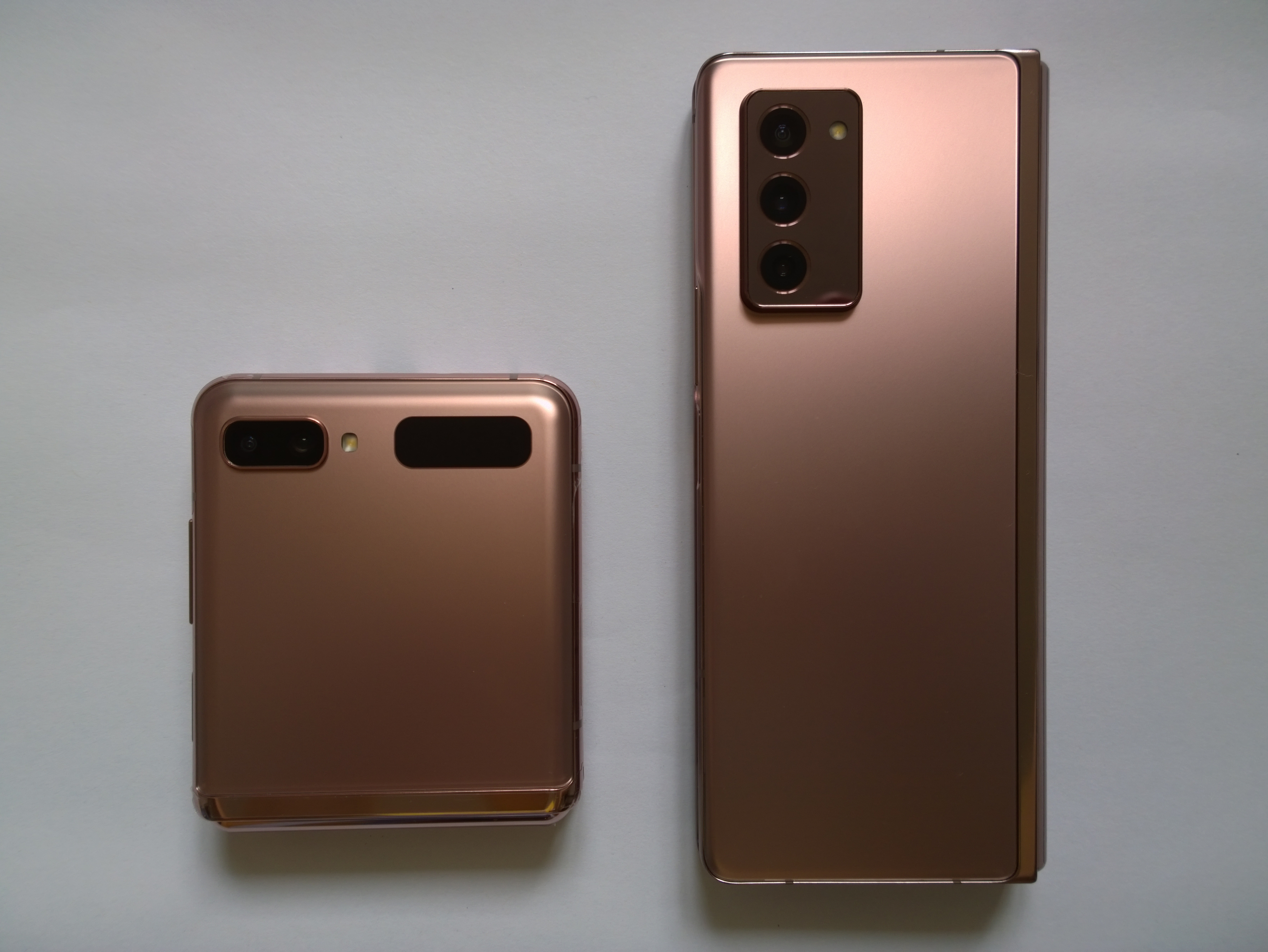
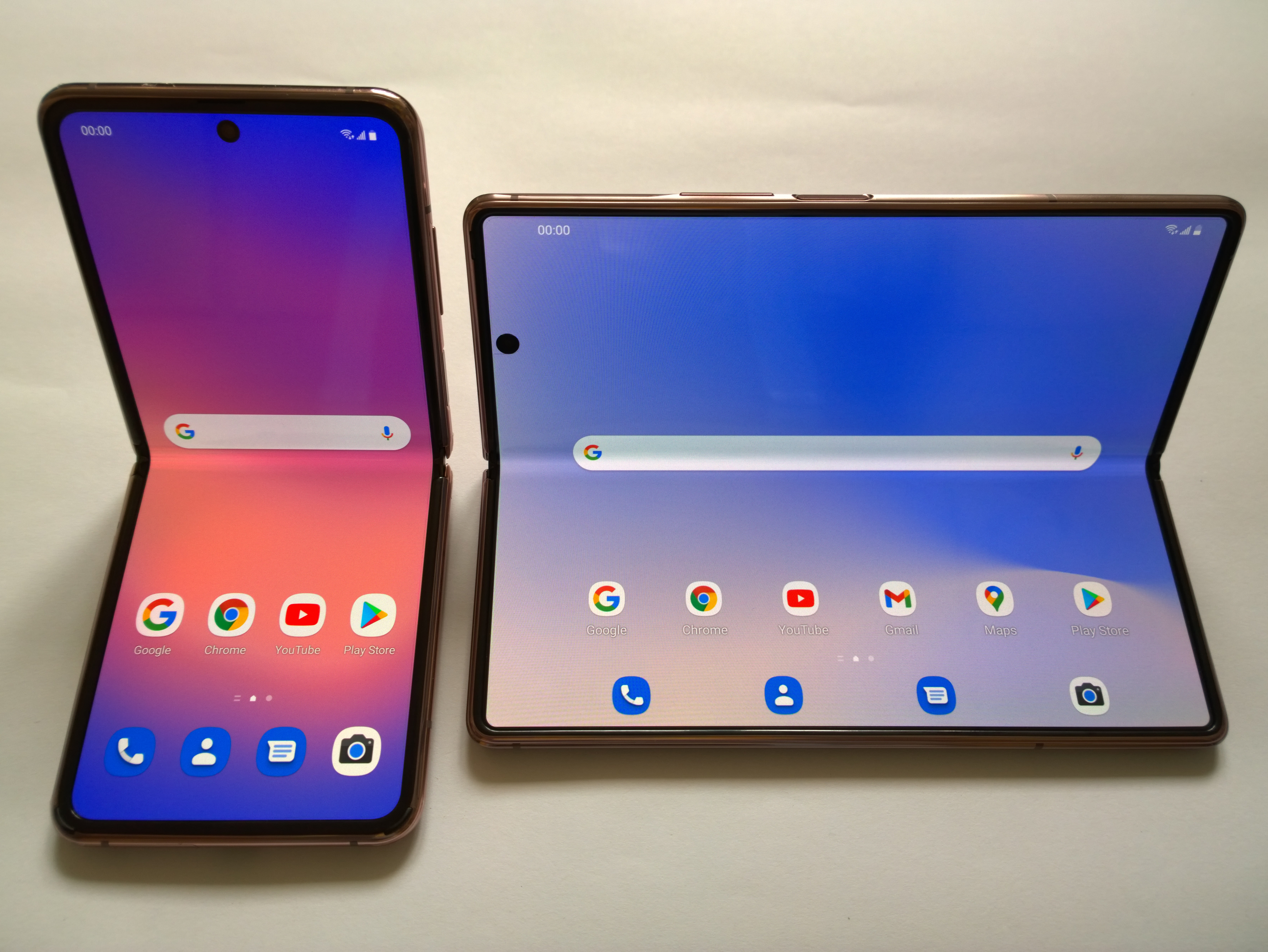
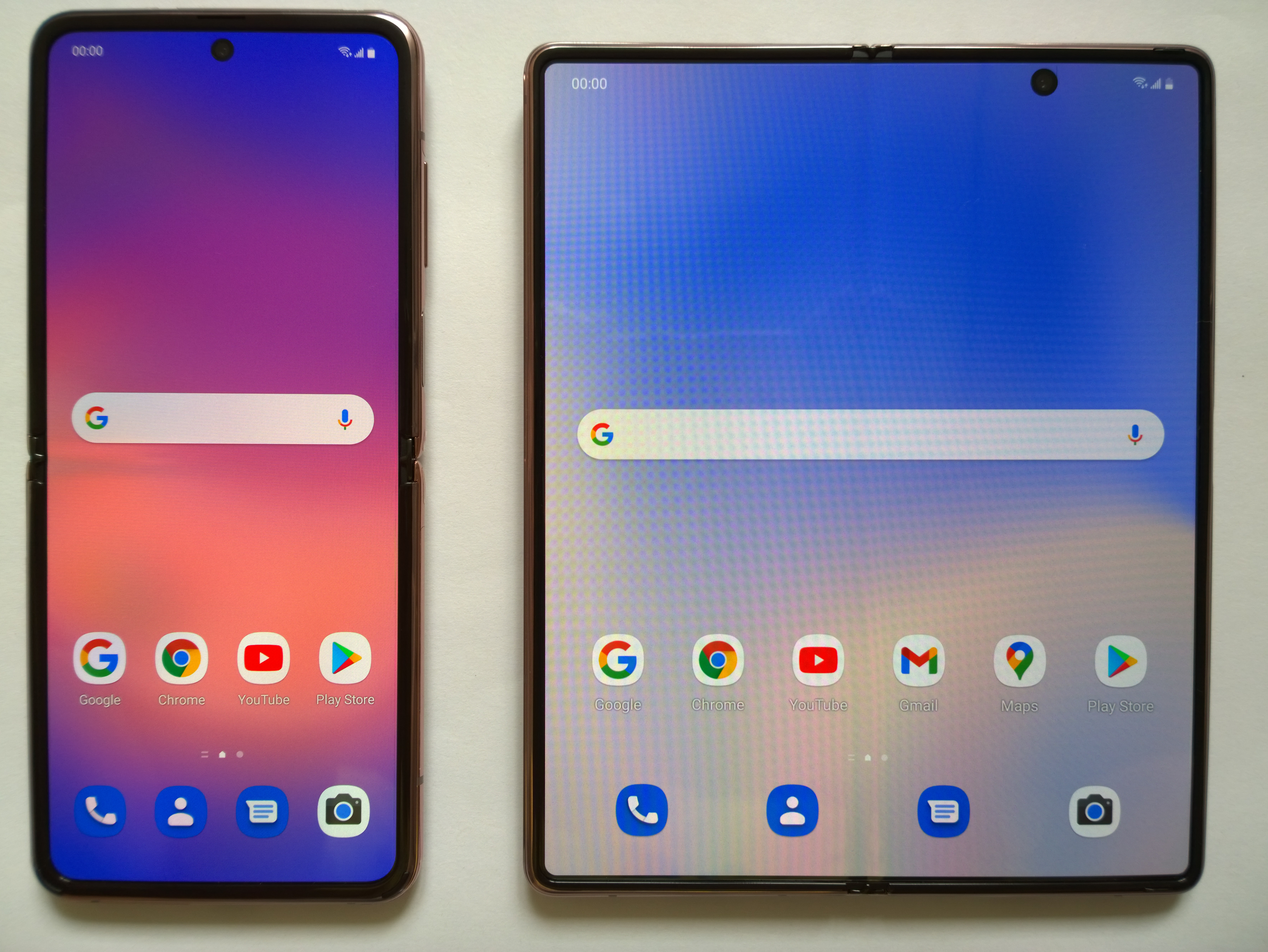

## Design
Das Samsung Galaxy Z Flip hat eine matte Glasrückseite, das Scharnier ist aus Edelstahl gefertigt. Die Rückseite ist zu den Seiten hin leicht abgerundet, das Display auf der Vorderseite ist flach. Oben links auf der Rückseite befindet sich das Kameraelement, welches für heutige Verhältnisse sehr zurückhaltend ist. Daneben befindet sich in der rechten oberen Ecke ein kleines Display, das etwa die Uhrzeit anzeigt.
Erhältlich ist das Smartphone in den Farben Schwarz, Lila, Grau und Bronze.
Das Samsung Galaxy Z Flip ist geschlossen relativ klein, aufgefaltet hat es die Größe eines normalen Smartphones. Das Galaxy Fold hingegen hat geschlossen die Größe eines Smartphones und ist aufgefaltet in etwa so groß wie ein Tablet.